# 梅兰 (阿摩尔滨海省)
梅兰（法語：Meslin，法語發音：[melɛ̃]）是法国阿摩尔滨海省的一个旧市镇，位于该省东部，属于圣布里厄区。2016年1月1日，梅兰并入相邻的朗巴勒。2019年，朗巴勒和相邻的莫里约和普朗格努阿勒合并为新市镇朗巴勒阿摩尔。

## 地理
梅兰（48°26'41"N, 2°34'4"W）面积13.92 平方千米，位于法国布列塔尼大區阿摩尔滨海省，该省份为法国西北部沿海省份，位于布列塔尼半岛北部，北濒大西洋英吉利海峡，西接菲尼斯泰尔省，南至莫尔比昂省，东临伊勒-维莱讷省。
与梅兰接壤的市镇（或旧市镇、城区）包括：布雷昂、科埃特米约、朗巴勒、朗代昂、波姆雷、凯苏瓦。
梅兰的时区为UTC+01:00、UTC+02:00（夏令时）。

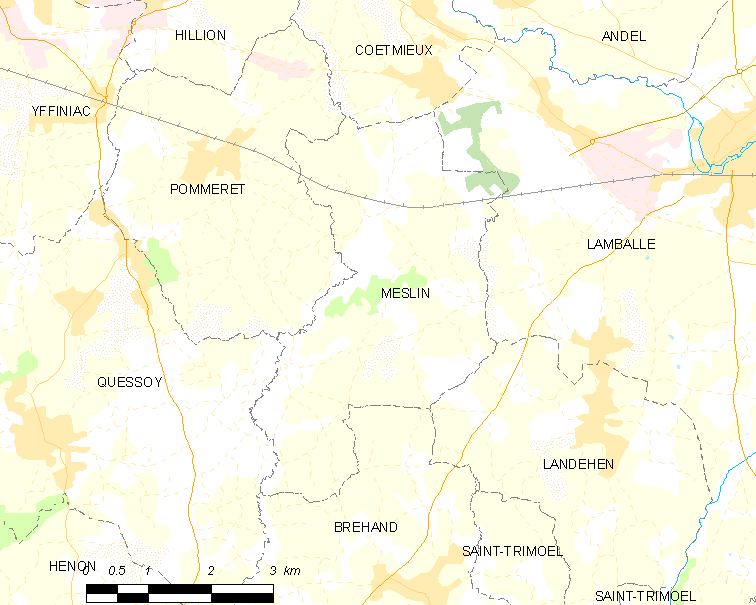
梅兰的OSM定位图

## 行政
梅兰的邮政编码为22400，INSEE市镇编码为22151。

## 政治
梅兰所属的省级选区为朗巴勒阿摩尔县。

## 人口

1962-2008年间梅兰人口变化图示

梅兰于2018年1月1日时的人口数量为915人。